# Susan Blu
Susan Maria Blue (Saint Paul, 12 de julio de 1948), más conocida como Susan Blu, es una actriz de voz estadounidense, reconocida principalmente por aportar la voz de Arcee en The Transformers: The Movie y en las temporadas 3 y 4 de la serie The Transformers. Ha aportado su voz en otras películas como El gran escape del Oso Yogui, El jorobado de Notre Dame, Buscando a Nemo y Cars.

## Vida personal
Blu es abiertamente lesbiana. Su compañera, la actriz Cynthia Songé, falleció en Arroyo Grande, California, el 19 de mayo de 2010. Antes de su muerte, Songé y Blu eran propietarias de Blupka Productions, Inc., una escuela de actores de voz. Además, la pareja escribió el libro Word of Mouth: A Guide to Voiceover Excellence.
En agosto de 2013, Blu se casó con su novia Tania Themmen, hermana del actor Paris Themmen.

## Filmografía

### Televisión
- Aaahh!!! Real Monsters — Voces adicionales
- American Dragon Jake Long — Voces adicionales
- Animal Crack-Ups - Reggie
- Bionic Six — Ronnie Gordon
- BraveStarr — Voces adicionales
- Captain Planet and the Planeteers — Voces adicionales
- Chip 'n Dale: Rescue Rangers — Voces adicionales
- Clifford's Puppy Days  - Sra. Solomon
- Droopy, Master Detective — Voces adicionales
- DuckTales — Voces adicionales
- Extreme Ghostbusters — Voces adicionales
- Fangface — Kim
- Fantastic Max — Voces adicionales
- Foofur — Dolly
- Filmation's Ghostbusters — Jessica Wray, Futura, Belfry, Voces adicionales
- G.I. Joe: A Real American Hero — Voces adicionales
- Galaxy High — Aimee Brightower
- Godzilla: The Series - Doctora
- Gravedale High — Voces adicionales
- Handy Manny — Marion
- Invasion America — Voces adicionales
- Jackie Chan Adventures — Voces adicionales
- James Bond Jr. — Voces adicionales
- Jem — Lin-Z/Lindsay Pierce/Mary Phillips
- Jin Jin and the Panda Patrol -Voces adicionales
- Lazer Tag Academy — Voces adicionales
- Little Clowns of Happytown — Hiccup
- Madeline — Voces adicionales
- Monchichis — Voces adicionales
- My Little Pony — Buttons, Paradise, Pluma
- New Kids on the Block — Voces adicionales
- OK K.O.! Let's Be Heroes — Sibella
- Paw Paws — Princesa Paw Paw
- Richie Rich — Voces adicionales
- Rise of the Teenage Mutant Ninja Turtles
- The 13 Ghosts of Scooby-Doo
- The Completely Mental Misadventures of Ed Grimley — Voces adicionales
- Spider-Man and His Amazing Friends  - Voces adicionales
- The Dukes — Voces adicionales
- The Flintstone Kids — Granite Janet
- The Incredible Hulk — Rita, Voces adicionales
- The Jetsons — Voces adicionales
- The Land Before Time — Voces adicionales
- The Little Rascals — Voces adicionales
- The Magic School Bus — Voces adicionales
- The Muppet Show — Herself, Various Muppets
- The New Adventures of Zorro — Voces adicionales
- The New Yogi Bear Show — Voces adicionales
- The Scooby & Scrappy-Doo/Puppy Hour — Voces adicionales
- The Smurfs — Pansy
- The Tick — Suffra-Jet
- The Transformers — Arcee, Marissa Faireborn
- Tiny Toon Adventures — Sphinxy Sphinx
- Tom & Jerry Kids — Voces adicionales
- Toxic Crusaders — Voces adicionales
- Transformers: Animated — Arcee, Flareup
- Visionaries: Knights of the Magical Light — Galadria, Heskedor
- Where on Earth Is Carmen Sandiego? — Voces adicionales
- Where's Waldo? — Voces adicionales
- Wildfire — Brutus
- Yogi's Treasure Hunt — Voces adicionales
- Zorro — Voces adicionales

### Cine
- My Little Pony: The Movie (1986) - Lofty / Grundle
- Yogi and the Invasion of the Space Bears (1987) - Snulu (Voz)
- Yogi's Great Escape (1987) - Buzzy (Voz)
- Scooby-Doo and the Ghoul School (1988) - Sibella (Voz)
- BraveStarr: The Movie (1988) - J.B. McBride (Voz)
- Friday the 13th Part VII: The New Blood (1988) - Amanda Shepard
- The Centerville Ghost (1988) - Virginia Otis (Voz)
- Deadly Weapon (1989) - Shirley
- The Adventures of Ronald McDonald: McTreasure Island (1990) - Jimmy Hawkins (Voz)
- The Hunchback of Notre Dame (1996) - (Voz)
- Grandma Got Run Over by a Reindeer (2000) - Abuela Spankenheimer (Voz)
- Cinderella II: Dreams Come True (2002) - (Voz)
- Finding Nemo (2003) - (Voz)
- Cars (2006) - (Voz)
- The Land Before Time XII: The Great Day of the Flyers (2006)